# Syrphoctonus neopulcher
Syrphoctonus neopulcher är en stekelart som först beskrevs av Horstmann 1968.  Syrphoctonus neopulcher ingår i släktet Syrphoctonus och familjen brokparasitsteklar. Arten är reproducerande i Sverige. Inga underarter finns listade i Catalogue of Life.